# مالفا
مالفا (به ایتالیایی: Malfa) یک کومونه در ایتالیا است که در استان مسینا واقع شده‌است.

## خصوصیات
مالفا ۸٫۹ کیلومترمربع مساحت و ۸۷۱ نفر جمعیت دارد.